# Olympic Channel
Olympic Channel —  спортивный медиа-портал, запущенный Международным олимпийским комитетом (МОК). Портал начал свою работу 21 августа 2016 года, в день закрытия Летних Олимпийских игр 2016 года. Целью Olympic Channel является поддержание круглогодичного интереса к Олимпийскому движению.

## Содержание
На медиа-портале Olympic Channel осуществляется трансляция соревнований вне периода Олимпийских игр, а также размещаются интервью спортсменов в видео и текстовом формате, их биографии, новости, календари соревнований и расписание трансляций турниров по олимпийским видам спорта вне Игр. Герои материалов Olympic Channel – именитые спортсмены прошлого и настоящего, будущие звезды и тренеры со всего мира.

## Проекты

### Olympic Channel на льду
Канал на медиа-портале Olympic Channel, посвященный круглосуточной трансляции соревнований по фигурному катанию на Олимпийских играх-2010, 2014, 2018, Юношеских Олимпийских играх-2020.

### Olympic Channel Originals
Фильмы производства Olympic Channel. Среди них и полнометражные документальные фильмы, и короткие видео, и тематические программы о разных видах спорта, спортсменах, их жизни и тренировках.

## Версии
Вся информация на медиа-портале Olympic Channel размещена на нескольких языках: русском, английском, французском, немецком, итальянском, португальском, испанском, японском, китайском, арабском, хинди и корейском.

### Русская версия
С ноября 2020 года на русской версии медиа-портала Olympic Channel размещаются материалы о российском спорте и спорте стран СНГ. Лента новостей постоянно пополняется новостями, расписанием турниров, их трансляций и отчетов, интервью с представителями российского спорта, а также видео-сюжетами о легендарных спортсменах и их олимпийских победах.